# WANK (Computerwurm)
Der Computerwurm WANK wurde in Australien programmiert und verbreitete sich nach seiner Freisetzung 1989 rasch weiter. Seine Entwicklung war durch die Antiatomkraftbewegung motiviert und stand in zeitlichem und inhaltlichem Zusammenhang mit dem Raketenstart für die Raumsonde Galileo.
Der Wurm enthielt als ASCII-Art diese Botschaft:
```
   W O R M S    A G A I N S T    N U C L E A R    K I L L E R S
 _______________________________________________________________
 \__  ____________  _____    ________    ____  ____   __  _____/
  \ \ \    /\    / /    / /\ \       | \ \  | |    | | / /    /
   \ \ \  /  \  / /    / /__\ \      | |\ \ | |    | |/ /    /
    \ \ \/ /\ \/ /    / ______ \     | | \ \| |    | |\ \   /
     \_\  /__\  /____/ /______\ \____| |__\ | |____| |_\ \_/
      \___________________________________________________/
       \                                                 /
        \    Your System Has Been Officially WANKed     /
         \_____________________________________________/

  You talk of times of peace for all, and then prepare for war.

```

Das englische Wort to wank bedeutet wichsen. Somit lautet die Übersetzung der Botschaft:

„Würmer gegen nukleare Mörder – Dein System wurde offiziell geWICHSt. Ihr redet von Zeiten des Friedens für alle, und bereitet euch dann auf Krieg vor.“